# San Giorgio (Mantegna)
San Giorgio è un dipinto tempera su tavola (66x32 cm) di Andrea Mantegna, databile al 1460 circa e conservato nelle Gallerie dell'Accademia a Venezia.

## Descrizione e stile
Il santo cavaliere è rappresentato in piedi vestito dell'armatura e con la lancia spezzata per l'uccisione del drago, che giace ai suoi piedi con la punta dell'arma conficcata nella mascella. Il santo si sporge, scartando di lato con la testa, su una cornice marmorea che delimita il dipinto. Il santo e il drago che penzola, sporgendo oltre la cornice, vengono così a proiettarsi verso il mondo reale dello spettatore, secondo un illusionismo caro a Mantegna, soprattutto negli anni tra la fine del periodo padovano (entro il 1459) e i primi di quello mantovano (dall'anno successivo). Anche la ghirlanda in alto, composta da foglie e frutta, è un motivo tipico della scuola di Squarcione, e rimanda quindi alla gioventù dell'artista che fu allievo nella sua bottega padovana.
Lo sfondo mostra una strada che dal santo si inerpica su una collina, fino a raggiungere una città cinta da mura.